# 2004 في لاتفيا
فيما يلي قوائم الأحداث التي وقعت خلال عام 2004 في لاتفيا.

## سياسة

### تعيين في المنصب
- 2 ديسمبر – إيغارس كالفيتيس رئيس وزراء لاتفيا.

## رياضة
- 1 يناير – كأس رابطة الدول المستقلة 2004 الفائز نادي دينامو تبليسي.

## وفيات

### أكتوبر
- 4 أكتوبر – إميليا جودرينيس (مواليد 1920)